# نیشیگاندا واد
نیشیگاندا واد یک هنرپیشه هندی، دانشمند علوم اجتماعی و نویسنده است.
او دکترای خود را از دانشگاه بمبئی با پایان‌نامه ای در مورد تغییر نقش زنان در جامعه — بازتاب‌هایی از تئاترهای مراتی و بریتانیا (۱۹۷۰–۱۹۹۰) دریافت کرد.
او در فیلم زورگویی بازی کرده است.